# Дом А. Д. Улыбышева
Дом А. Д. Улыбышева — памятник градостроительства и архитектуры в историческом центре Нижнего Новгорода. Построен в 1853—1854 годах по проекту архитектора Н. И. Ужумедского-Грицевича.
В доме в 1853—1858 годах жил музыкальный критик А. Д. Улыбышев и бывал известный композитор М. А. Балакирев.

## История
История усадебного места на углу Большой Покровской и Малой Покровской улиц прослеживается с конца XVIII века. Из архивных данных известно, что домовладение тогда принадлежало статскому советнику Александру Анненкову. В 1780 году на усадьбе был возведен деревянный дом. В 1811 году владелец продал домовладение чиновнику Бессонову и далее усадьба переходила последовательно во владение Яковлева, Африкана Моховикова, в 1816 году — отставного поручика Ивана Бутурлина. Соседний участок находился во владении чиновника Саввы Сергеевича Смирнова, который выстроил для себя каменный двухэтажный дом с подвалом. Поскольку его участок имел небольшой размер, он выкупил у Бутурлина 18 декабря 1820 года часть его углового участка.
3 августа 1821 года Бутурлин продал свою городскую усадьбу с домом и службами соседу — сыну С. С. Смирнова, нижегородскому полицмейстеру Владимиру Саввичу Смирнову. Новый владелец пообещал губернатору Крюкову построить на углу Большой и Малой Покровских улиц новый каменный дом «к украшению города». Старый дом Бутурлина был снесён, но на его месте возведено не каменное, а деревянное новое здание.
В середине 1820-х годов Владимир Смирнов получил должность астраханского вице-губернатора и покинул Нижний Новгород; управлял его нижегородским имуществом мелкий чиновник Данила Беляев. Известно, что позади усадьбы Смирнова стоял дом мещанки Екатерины Кузнецовой, обращенный фасадом на улицу Большую Покровскую. 23 октября 1847 года она продала своё домовладение мещанке Надежде Жихаревой.
Старшая дочь Александра Улыбышева Наталья в 1847 году была замужем за старшим учителем латинского языка Нижегородской гимназии К. И. Садоковым. В книге записи купчих на недвижимые имения за 1848 год имелась запись о продаже деревянного дома с постройками, землёй и садом мещанки Надежды Жихаревой жене старшего учителя Нижегородской гимназии Наталье Александровне Садоковой. При этом в записи отмечалось, что справа от усадьбы Жихаревой располагалось домовладение Надежды Садоковой и позади также домовладение Садоковой.
Таким образом, дом на углу улиц, принадлежавший ранее Владимиру Смирнову, уже был приобретён (не установлено когда) Надеждой Садоковой. Упомянутое домовладение, располагавшееся позади, было куплено Садоковой 6 ноября 1847 года и включало каменный дом с деревянным флигелем и надворными постройками (современный дом № 4 по Малой Покровской улице). По всей видимости, муж Садоковой не мог позволить себе такие расходы, а усадьбы были куплены Александром Улыбышевым как приданое для дочери.
Предполагается, что в доме № 4 по Малой Покровской улице, купленном на имя дочери, жила и семья Улыбышева с 1847 по 1854 год, что подтверждается свидетельствами современников — Н. И. Храмцовским и А. С. Гациским. В нём Улыбышев принимал гостей и устраивал концерты.
В 1852 году супруги Садоковы решили построить в угловой части своей усадьбы двухэтажный каменный дом с мезонином во двор к Покровскому пруду. План-фасады были разработаны архитектором Н. И. Ужумедским-Грицевичем и утверждены 20 марта 1853 года. Для оплаты строительных работ Садоковы взяли под залог земли и заготовленного строительного материала ссуду в 2857 руб.
К концу 1853 года дом был выстроен, но на его отделку и на выплату казне годовой части долга у Садоковых не оказалось денег. Супругам грозила долговая тюрьма. Долги зятя и выплату ссуды взял на себя А. Д. Улыбышев. С 3 ноября 1853 года он стал владельцем дома. В 1854 году дом был окончательно отделан. Улыбышев устраивал в нём по субботам знаменитые вечера с концертами, спектаклями и застольями. Здесь впервые было высоко оценено дарование композитора и исполнителя М. А. Балакирева, ставшего позже наследником редкой по составу нотной библиотеки Улыбышего и двух его скрипок.
3 апреля 1857 года А. Д. Улыбышев передал права на владение домом своей второй дочери — Софье Вильде, которая в свою очередь продала его купцу А. М. Губину. Летом 1877 года тот сдал дом в наём под временное размещение классов реального училища.